# 할리파 이븐 술만 알할리파

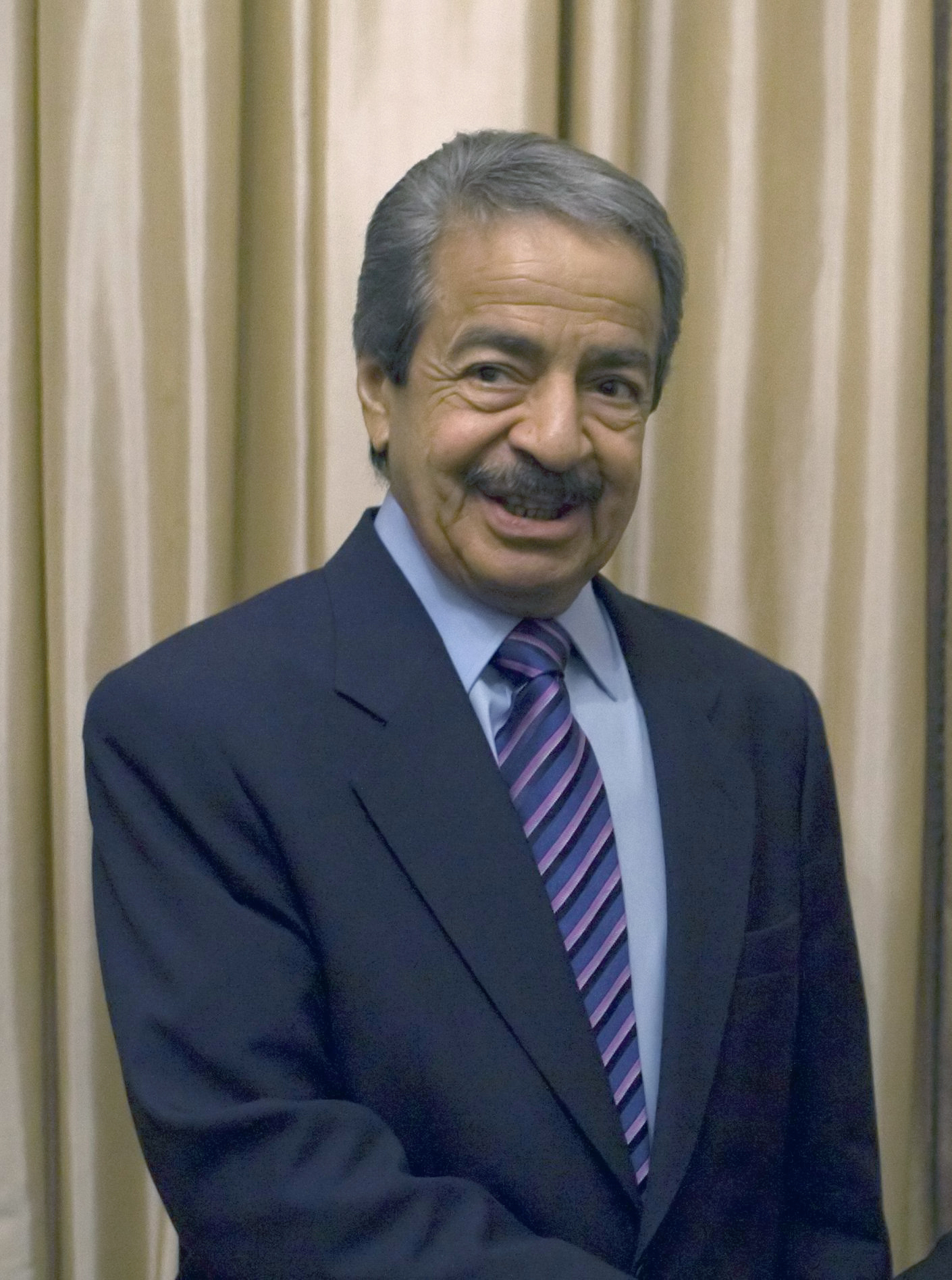
할리파 이븐 술만 알할리파

할리파 이븐 술만 알할리파(1935년 11월 24일 ~ 2020년 11월 11일)는 바레인의 정치인이다. 1970년 1월 10일부터 2020년 11월 11일까지 바레인의 총리를 역임했다. 그는 세계에서 가장 오랜 기간 동안 집권한 총리이며 싱가포르의 리콴유가 총리로 집권했던 기간을 돌파했다.
바레인의 현 국왕인 하마드 빈 이사 알할리파의 삼촌이기도 하다. 2002년에 개정된 바레인 헌법에 따르면 국왕은 의회와 함께 장관을 임명 또는 파면시킬 권한을 부여하고 있다. 헌법 개정으로 인해 권력의 일부를 잃었지만 여전히 권력을 유지하고 있다. 아내 알리 알 칼리파와 결혼했으며 3남 1녀의 자식이 있다. 바레인의 마나마 고등학교를 다녔고, 1956부터 1957년까지 교육위원회 회원이었고 1957년부터 1960년까지 회장직을 맡았다. 다음으로는 재정부 이사 (1960-1966), 전기 이사회 회장(1961), 바레인 통화의원회 의장(1965), 국무회의 의장(1970-1973), 최고 국방 위원장(1978) 등을 담당 하였었다.